# Slacker Uprising
Pour les articles homonymes, voir Slacker.
Pour plus de détails, voir Fiche technique et Distribution.
Slacker Uprising est un film documentaire de Michael Moore, réalisé dans le but d'inciter les jeunes américains à voter à l'élection présidentielle de 2008.
Ce documentaire est basé sur Captain Mike Across America (en) présenté au Festival international du film de Toronto en 2007. Il a été proposé en téléchargement gratuit le 23 septembre 2008, pour tous les internautes résidant aux États-Unis et au Canada.

## Fiche technique
- Narrateur : Michael Moore
- Musique : divers
- Production : Monica Hampton
- Société de distribution : Brave New Films
- Budget : 2 000 000 $
- Langue : anglais